# 4994 Kisala
4994 Kisala (1983 RK3) là một tiểu hành tinh vành đai chính được phát hiện ngày 1 tháng 9 năm 1983 bởi H. Debehogne ở Đài thiên văn Nam Âu.